# M4 Tractor
М4 Трактор (англ. M4 Tractor) — високошвидкісний артилерійський трактор-тягач M4, що використовувався в армії США з 1943 року.

## Конструкція
M4 18-тонний високошвидкісний трактор був задуманий як тягач для буксирування артилерійських гармат великого калібру та іншої важкої зброї. M4 був сконструйований на шасі від застарілого легкого танка M2. Це загальноприйнята практика повторного використання старих автомобілів спрощеної конструкції, дозволила легко виробляти та простіше обслуговувати агрегат.
Один варіант був розроблений для буксирування зенітних гармат, а інший для гаубиць. Задній відсік призначався для екіпажу, гармат та іншого обладнання. Пізні варіанти мали також кран для подання важких снарядів.

## Історія
M4 виготовлявся на заводі Алліс-Чалмерс в Мілвокі, починаючи з 1942 року, і працював в армії США приблизно до 1960. В рамках договору «Про взаємну військову допомогу», були виконані постачання М4 в Нідерланди, Японію, Бразилію, Югославію та Пакистан після закінчення другої світової війни.